# Anna Cymmerman
Anna Cymmerman – polska śpiewaczka operowa (sopran)
Absolwentka Wydziału Wokalno-Aktorskiego Akademii Muzycznej im. Grażyny i Kiejstuta Bacewiczów w Łodzi w klasie prof. Delfiny Ambroziak.
Dyplom z wyróżnieniem zdobyła w czerwcu 2000 roku. Jeszcze w trakcie studiów zadebiutowała jako solistka Teatru Wielkiego w Łodzi partią Blanche w polskiej prapremierze „Dialogów karmelitanek” Francisa Poulenca w reżyserii Krzysztofa Kelma. Kreacja ta została doceniona zarówno przez krytykę i widzów, co zaowocowało nagrodą im. Andrzeja Hiolskiego za najlepszy debiut operowy w Polsce. W tej edycji konkursu nagrodzeni zostali także Ewa Podleś i Andrzej Drabowicz.
Anna Cymmerman występowała w produkcjach operowych w Austrii, Danii, Holandii i Niemczech. Zaśpiewała w „Stabat Mater” Karola Szymanowskiego w International Music Theatre Chicago.
Anna Cymmerman wykonuje repertuar operowy taki jak partie: Elwiry w operze „Ernani” Giuseppe Verdiego (Opera Bałtycka w Gdańsku); Drugiej Damy w „Czarodziejskim flecie” Wolfganga Amadeusa Mozarta (tournée po Europie zachodniej – Niemcy, Dania, Holandia, Belgia); Blanche w „Dialogach karmelitanek” Francisa Poulenca (Teatr Wielki w Łodzi); Corinny w „Podróż do Reims” Gioacchino Rossiniego (Opera Narodowa w Warszawie); Neddy w „Pajacach” Ruggiero Leoncavallo (Teatr Wielki w Łodzi); Małgorzaty w „Fauście” Charles’a Gounoda (Opera Bałtycka w Gdańsku). Ma na koncie również partię Adriany w polskiej prapremierze opery F. Cilei „Adriana Lecouvreur”, która odbyła się na scenie Teatru Wielkiego w Łodzi, a także Hrabiny w „Weselu Figara” Wolfganga Amadeusa Mozarta czy Hrabiny w operze „Hrabina” Stanisława Moniuszki (Teatr Wielki w Łodzi).
Anna Cymmerman ma w swoim repertuarze również musicale i operetki, między innymi partie – Sylva w „Księżniczce Czardasza” E. Kálmána, Hanna w „Wesołej wdówce” F. Lehára, Rozalinda w „Zemście nietoperza” J. Straussa, wdowa w „Zorbie” J. Kandera, Klara w „Porgy and Bess” G. Gerschwina. Śpiewaczka często bierze udział w koncertach muzyki filmowej. Wymienić należy tu występy na Festiwalach Muzyki Filmowej w Łodzi w roku 2002 (muzyka Krzesimira Dębskiego) i 2003 (muzyka Andrzeja Korzyńskiego) oraz na Festiwalu Polskiej Muzyki Filmowej w Valladolid w Hiszpanii (koncert pod dyrekcją Krzesimira Dębskiego).
Śpiewaczka współpracowała z Bogusławem Kaczyńskim, występując m.in. na organizowanym przez niego od wielu lat Festiwalu im. Jana Kiepury w Krynicy. Dyrektor artystyczny tego festiwalu, Bogusław Kaczyński powiedział o niej: Na pierwszym miejscu stawiam walory artystyczne, ale również walory wizualne. W przypadku Pani Cymmerman – to osoba, którą można zaprosić i nie trzeba będzie się bać, jaki będzie efekt. Będzie sukces.
W ramach współpracy z Estrada Stołeczną Anna Cymmerman koncertuje w takich miastach jak Los Angeles, Chicago, Sydney, Pekin (koncert z okazji Olimpiady 2008), Odessa, Zagrzeb, Lublana, a także w Szwecji, Norwegii, Słowenii i wielu innych.
Artystka kształciła się na kursach mistrzowskich u Ingrid Kremling (Niemcy), Gwedolyn Bradley (USA), Ryszarda Karczykowskiego (Niemcy) oraz André Orlowitza (Dania). Anna Cymmerman jest solistką Teatru Wielkiego w Łodzi oraz współpracuje stale z Operą Narodową w Warszawie, Polską Operą Bałtycką w Gdańsku i Opera Nova w Bydgoszczy.

## Ważniejsze role
- Blanche w Dialogi karmelitanek – Teatr Wielki Łódź
- Małgorzata w Faust – Opera Bałtycka Gdańsk
- Adriana w Adriana Lecouvreur – Teatr Wielki Łódź
- Elwira w Ernani – Opera Bałtycka Gdańsk
- Hrabina w Wesele Figara – Teatr Wielki Łódź
- Corinna w Podróż do Reims – Teatr Wielki-Opera Narodowa Warszawa
- Hrabina w Hrabina – Teatr Wielki Łódź
- Hanna Glavari w Wesoła wdówka – Teatr Wielki Łódź, Filharmonia Częstochowa
- Ida w Zemsta nietoperza – Teatr Wielki Łódź
- Sylva Verescu w Księżniczka czardasza – Opera Bałtycka Gdańsk, Teatr Wielki Łódź
- Klara w Porgy and Bess – Teatr Wielki Łódź
- Nedda w Pajace – Teatr Wielki Łódź
- Donna Leonora w Moc przeznaczenia – Teatr Wielki Łódź
- Giulietta w Opowieści Hoffmanna – Teatr Wielki Łódź
- Donna Lukrecja Borgia w Lukrecja Borgia – Teatr Wielki Łódź
- Wokaliza w przedstawieniu baletowym w Rudolf Valentino – Teatr Wielki Łódź
- Surmielina w Zorba – Teatr Muzyczny Łódź